# Lood(II)acetaat
Lood(II)acetaat (ook loodsuiker of saccharum saturni genoemd) is een wateroplosbaar organisch loodzout. Lood(II)acetaat kan ontstaan als lood(II)oxide in aanraking komt met azijnzuur. Bij de Romeinen was het bekend dat wijn, die destijds aanzienlijke hoeveelheden azijnzuur kon bevatten omdat de alcohol deels was geoxideerd, in loden bekers minder zuur werd en dat het ontstane lood(II)acetaat zoet van smaak was. Het werd dan ook gebruikt om wijn zoeter te maken. Loodverbindingen zijn echter giftig en dus niet geschikt voor consumptie. Loodacetaat wordt ook wel duivelssuiker genoemd.

## Synthese
Lood(II)acetaat kan bereid worden door lood(II)oxide te behandelen met azijnzuur:
{\displaystyle {\ce {PbO + 2 CH3COOH -> Pb(CH3COO)2 + H2O}}}

## Toepassingen
Filtreerpapier dat gedoopt is in een oplossing van lood(II)acetaat, loodacetaatpapier, wordt gebruikt als kwalitatieve test op de aanwezigheid van waterstofsulfide. Vochtig wit loodacetaatpapier zal bij aanwezigheid van een sulfide zwart verkleuren door vorming van lood(II)sulfide.
Lood(II)acetaat is een onderdeel van de Lindlar-katalysator.